# Arcaicam Esperantom
Arcaicam Esperantom („Archaisches Esperanto“) ist eine Plansprache, die von Manuel Halvelik als Variante der Plansprache Esperanto entwickelt wurde, um Esperanto um eine archaische Form zu bereichern, die auch als Stilmittel verwendet werden kann.
Da diese Variante auch Fälle wie Dativ und Genitiv besitzt, kann man beispielsweise die Struktur und die Wortfolge des Lateinischen näher am Originaltext wiedergeben.
Havelik schrieb  1969 das Buch (Arcaicam Esperantom, Libroservo Sonorilo, 1969) über diese Sprache.
Da Schriftsteller, die auf Esperanto schreiben, wegen der kurzen Geschichte von Esperanto nur wenige Möglichkeiten haben, einen altertümlichen Sprachstil zu gebrauchen (etwa durch die Verwendung heute unmoderner Wörter oder den Gebrauch von Pra-Esperanto), entschied sich Havelik, eine Sprache zu schaffen, die wie eine historische Vorform des heutigen Esperanto wirkt.

## Unterschiede zwischen Esperanto und Arcaicam Esperantom

### Schreibweise
- c wird zu tz
- ĉ wird zu ch
- f wird zu ph
- ĝ wird zu gh
- ĥ wird zu qh
- j wird zu y
- ĵ wird zu j
- k wird zu qu oder c
- ŝ wird zu sh
- ŭ wird zu u oder w
- v wird zu w

### Personalpronomen
- mi wird zu mihi
- ci wird zu tu
- li wird zu lui
- ŝi wird zu eshi
- ĝi wird zu eghi
- ni wird zu nos
- vi wird zu wos
- ili wird zu ilui (maskulinum) oder sihi (femininum)

### Verben
- Der Infinitiv endet auf -ir, es sei denn, der letzte Wurzelvokal ist ein e oder i. In diesem Fall ist die Infinitivendung -ar. Zum Beispiel esti (sein) wird estir, aber krii (schreien) wird zu criar.
- Verben haben Personalendungen, die das Personalpronomen zu einem möglichen, aber nicht notwendigen Zusatz machen, beispielsweise: (Mihi) estams, (tu) estas, (lui/eshi/eghi) estat, (nos) estaims, (wos) estait, (ilui/sihi) estait. Estis wird zu estims, estos wird zu estoms usw.
- Die Befehlsform estu kennt noch eine gesonderte Pluralform, zum Beispiel estuy (Plural) neben estu (Singular).

### Wortendungen
- -o wird zu -om (Substantiv-Kennzeichen)
- -oj wird zu -oy
- -on bleibt -on (Akkusativ-Kennzeichen)
- -ojn wird zu -oyn
- -e wird zu -oe (Adverb-Kennzeichen)
- -aŭ wird zu -ez
- -a wird zu -am (Adjektiv-Kennzeichen)
- -aj wird zu -ay
- -o wird im Dativ zu -od, beispielsweise al domo (dem Haus) wird zu  domod (dem Hause).
- -oj wird im Dativ zu -oyd, beispielsweise al domoj (den Häusern) wird zu domoyd (den Häusern)
- -o wird im Genitiv zu -es, beispielsweise de domo (von dem Haus) wird zu domes (des Hauses)
- -oj wird im Genitiv zu -eys, beispielsweise de domoj (von den Häusern) wird zu domeys (der Häuser)

### Artikel
- Der bestimmte Artikel (la) fehlt im Arcaicam Esperantom.

## Beispiele
| Arcaicam Esperantom | Esperanto | Deutsch |
| --- | --- | --- |
| “Tempom phughat.” – Owidiom | “Tempo fuĝas.” – Ovidio | „Zeit flieht.“ – Ovid |
| “Wenims, Widims, Wenquims.” – Yuliom Tzezarom | “Mi venis, mi vidis, mi venkis.” – Julio Cezaro | „Ich kam, ich sah, ich siegte.“ – Julius Cäsar |
| “Homom Homoyd Lupom estat.” – Plaùtom | “La homo estas lupo al la homo.” – Plaŭto | „Der Mensch ist dem Menschen ein Wolf.“ – Plautus |
| “Patrom nosam, cuyu estas in Chielom, Estu sanctiguitam Tuam Nomom. Wenu Tuam Regnom, Plenumizzu Tuam Wolom, Cuyel in Chielom, ityel anquez sobrez Terom. Nosid donu hodiez Panon nosan cheyutagan, Ed nosid pardonu nosayn Pecoyn, Cuyel anquez nos ityuyd cuyuy contrez nos pecait pardonaims. Ed nosin ned conducu in Tentod, Sed nosin liberigu ex Mawom. Amen.” | “Patro nia, kiu estas en la ĉielo. Cia nomo estu sanktigita. Venu Cia regno, plenumiĝu Cia volo, kiel en la ĉielo, tiel ankaŭ sur la tero. Nian panon ĉiutagan donu al ni hodiaŭ. Kaj pardonu al ni niajn ŝuldojn, kiel ankaŭ ni pardonas al niaj ŝuldantoj. Kaj ne konduku nin en tenton, sed liberigu nin de la malbono. Amen.” | „Vater unser im Himmel! Geheiligt werde Dein Name. Dein Reich komme. Dein Wille geschehe, wie im Himmel, so auf Erden. Unser tägliches Brot gib uns heute, und vergib uns unsere Schuld, wie auch wir vergeben unseren Schuldigern, und führe uns nicht in Versuchung, sondern erlöse uns von dem Bösen. Amen.“ |